# 13716 Trevino
13716 Trevino eller 1998 QJ40 är en asteroid i huvudbältet som upptäcktes den 17 augusti 1998 av LINEAR i Socorro County, New Mexico.  Den är uppkallad efter Aron Michael Trevino.
Asteroiden har en diameter på ungefär 3 kilometer och den tillhör asteroidgruppen Vesta.